# José María Mas Millet
José María Mas Millet (València, 1953) és un advocat valencià, últim president de Bancaixa des de maig de 2012 fins a la dissolució de l'entitat.
Llicenciat en dret per la Universitat de València, Mas Millet ha ocupat importants responsabilitats en diversos consells d'administració d'importants entitats financeres i empreses com Banco Zaragozano, Banco Popular, Telefónica i Antena 3 Televisió. Vinculat a Bancaixa des del 1996 quan ocupà la vicepresidència del consell d'administració fins al 1999. El 2010 tornà al consell d'administració de Bancaixa a proposta del Partit Popular com a vicepresident segon.
El maig de 2012 va rebre el mandat per unanimitat del consell d'administració de la caixa d'estalvis valenciana de substituir al president interí Antonio Tirado, liquidar la caixa i transformar-la en una fundació que s'encarregarà de mantenir la seua obra social. La liquidació de Bancaixa ve donada per la nacionalització de Bankia, marca de la matriu Banco Financiero y de Ahorros (BFA) on a més de Bancaixa s'integraren altres caixes espanyoles com Caja Madrid.